# Антонов Ан-2
Антонов Ан-2 е лек едномоторен многоцелеви самолет, известен още като „Кукурузник“ (прякор наследен от По-2) и „Анушка“. Познат е като първият известен модел самолет, създаден от Олег Антонов след Втората световна война през 1946 г. В НАТО летателният апарат е познат под името „Colt“ (на български: „Жребче“). В България е популярен и с имената „Антоновка“ и „Кака Ана“.
Ан-2 е най-големият едномоторен двуплощник, произвеждан серийно.
Аеропланът започва да се произвежда масово през 1947 година, като са произведени над 18 000 машини. Ан-2 се използва масово в страните от бившия Източен блок. Той е създаден за транспортни полети от трудно достъпни летища, в т.ч. и такива на грунд без специално подготвено покритие. Поради това намира приложение в селското стопанство, пожарната и армията, като земеделски, противопожарен и тренировъчен самолет. „Кукурузник“ има няколко версии, като една от тях е Ан-4, който е приспособен и за водно кацане, а колесникът лесно може да бъде заменен със ски. За селскостопански цели има версия с турбовитлов двигател – „Ан-3“. Среща се и модификация на Ан-2, която е пригодена за метеорологични изследвания, като има кабина пред опашката – „Ан-6“, чийто двигател е с компресор за по-добра компресия на голяма височина. Ан-2F е експериментален самолет за коригиране на артилерийски огън и други.
В Авиомузей Бургас може да бъде видян както отвънка, така и отвътре  Антонов Ан-2, модификация П, с държавен регистрационен знак LZ-1089. 

## Галерия
- Двигателят на Ан-2
- Пилотската кабина на Ан-2